# 대응 상태의 법칙
대응 상태의 법칙이란 다양성의 일치라고 할 수 있다. 즉, 물질에 따라 다른 물리량도 환산 계수로 나타내면 같은 방정식을 만족하게 된다.
구성 방정식에서 모든 변수를 환산 계수로 바꾸어 축소형으로 다시 쓰면 재료에 따른 상수들이 없어진다. 예를 들어 PV=zRT에서 z는 재료의 특징에 따른 상수로써 물질마다 다른 값을 가지지만, P와 T를 환산 압력과 환산 온도로 바꾸어 다시 쓰게 되면 같은 환산 압력과 같은 환산 온도라면 재료에 관계없이 같은 z값을 나타내게 된다.

## 같이 보기
- 반데르발스 상태 방정식
- 상태 방정식
- 압축인자
- 요하너스 디데릭 판데르발스